# ماشین‌های الکتریکی تغذیه دوسویه
"ماشین‌های الکتریکی تغذیه دوسویه" موتور ها یا ژنراتور‌هایی هستند که در آن‌ها سیم پیچ استاتور و سیم پیچ روتور هردو به صورت جداگانه به تجهیزاتی خارج از ماشین الکتریکی متصل شده‌اند. در این ماشین‌ها تغذیه AC با فرکانس قابل تنظیم ،به موتور یا ژنراتور اجازه چرخش با سرعت متغیر را می‌دهد. از این فناوری در ژنراتورهای به کار رفته در توربین‌های بادی استفاده می‌شود.

## معرفی

ژنراتور تغذیه دوسویه روی توربین بادی

ژنراتورهای تغذیه دوسویه مشابه ژنراتورهای AC هستند، با این تفاوت که نسبت به تغییرات ناگهانی در سرعت چرخش انعطاف‌پذیر هستند و تغییرات سرعت تأثیری روی فرکانس برق تولیدی توسط ژنراتور ندارد. این ژنراتورها برای توربین‌های بادی که بسته به سرعت باد سرعتشان متغیر است مناسب هستند. وقتی توربین در معرض یک تندباد قرار می‌گیرد پره‌ها می‌بایست با سرعت بیشتری بچرخند در حالی که سرعت ژنراتور روی فرکانس شبکه قدرت قفل شده و در مقابل افزایش سرعت مقاومت می‌کند در نتیجه فشار زیادی به محور، جعبه دنده و ژنراتور وارد می‌شود، اما اگر توربین امکان افزایش سرعت داشته باشد علاوه بر کاهش استهلاک از نیروی تند بادها نیز برای تولید برق استفاده می‌شود. یک رویکرد برای اینکه امکان عملکرد با تغییر سرعت توربین بادی میسر شود این است که، تولید برق در هر فرکانسی قابل قبول باشد. برای اینکار، برق تولیدی به برق DC تبدیل شده و سپس با تبدیل آن به برق AC در فرکانس خروجی مورد نظر با استفاده از اینورتر انجام می‌شود. این مورد در توربین‌های بادی کوچک در خانه و مزرعه معمول است. اما اینورترهای مورد نیاز توربین‌های بادی در مقیاس مگاوات بزرگ و گران هستند.
راه حل دیگر استفاده از ژنراتورهای تغذیه دوسویه است که در آن‌ها به جای حالت معمول که در آن سیم‌پیچ روتور به منبع تغذیه DC متصل و سیم‌پیچ استاتور که برق تولید شده از خروجی آن گرفته می‌شود، دو سیم‌پیچ سه فاز داریم که یکی ثابت است و دیگری دوران می‌کند، یکی از سیم پیچ‌ها مستقیماً به خروجی متصل می‌شود و سیم پیچ دیگر به یک منبع AC سه فاز با فرکانس متغیر متصل می‌شود و این منبع روی فرکانسی قرار می‌گیرد که تغییرات در سرعت ژنراتور و طبعاً فرکانس برق تولیدی رو جبران می‌کند. برای تنظیم فرکانس این منبع به یک مبدل AC به DC به AC نیاز است که برای ساخت آن از نیمه هادی‌های IGBT استفاده می‌شود. این مبدل‌ها دو طرفه بوده و می‌توانند برق را از هر دو جهت عبور دهند. عبور جریان برق از سیم پیچ متصل به تغذیه به خوبی عبور آن از سیم پیچ خروجیست.

## مزایا
به‌طور خلاصه، ماشین الکتریکی تغذیه دوسویه، یک ماشین الکتریکی با تغذیه مجهز به روتور است و دارای مزایای مختلفی نسبت به یک دستگاه القایی معمولی در کاربردهای انرژی بادی است. اول، از آنجا که مدار روتور توسط یک مبدل الکترونیک قدرت کنترل می‌شود، مولد القایی قادر به تزریق و همچنین گرفتن توان راکتیو است. این امر ثمرات مهمی برای پایداری سیستم قدرت دارد و به سیستم اجازه می‌دهد تا در هنگام اختلال شدید در ولتاژ از شبکه پشتیبانی کند (عبور از ولتاژ پایین یا LVRT). دوم ، کنترل ولتاژ و جریان روتور باعث می‌شود که ماشین القایی با تغییر سرعت توربین بادی همچنان سنکرون با شبکه بماند. یک توربین بادی با سرعت متغیر از منابع بادی موجود با کارایی بیشتری نسبت به توربین بادی با سرعت ثابت استفاده می‌کند، خصوصاً در شرایط باد کم. سوم، هزینه مبدل در مقایسه با سایر راه حل‌های سرعت متغیر کم است زیرا تنها بخشی از توان مکانیکی، معمولاً ۲۵ تا ۳۰٪، از طریق مبدل به شبکه تغذیه می‌شود، بقیه به صورت مستقیم از استاتور تغذیه می‌شوند. بازده DFIG به همین دلیل بسیار مناسب است.